# Kujata
Der Stiergott Kujata stammt aus der orientalischen Mythologie. Sein Körper ist der eines riesigen Stieres und er hat 4000 Augen, Ohren, Nüstern, Mäuler und Beine.
Der Sage nach würde man 500 Jahre brauchen, um von einem Auge zum anderen zu gelangen. Auf dem Rücken des Stieres befindet sich ein riesiger Rubin, auf dem ein Engel steht, der
die Erde hält. 
Der Stiergott steht wiederum auf dem Rücken eines Fisches, unter dem sich ein riesiges Meer ausbreitet. 
Darunter brennt ein riesiges Feuer, und wieder unter dem lauert eine riesige und gefährliche Schlange, die das ganze Universum verschlingen könnte.